# Protesî, Jîdaciv
Protesî (în ucraineană Протеси) este un sat în comuna Monastîreț din raionul Jîdaciv, regiunea Liov, Ucraina.

## Demografie
Componența lingvistică a localității Protesî
     Ucraineană (100%)
Conform recensământului din 2001, toată populația localității Protesî era vorbitoare de ucraineană (100%).